# Hiperestèsia
La hiperestèsia és un símptoma, que es defineix com una sensació exagerada dels estímuls tàctils, com la sensació de pessigolleig o embadaliment. Si el procés patològic progressa a poc a poc destruirà les fibres, les arrels posteriors i d'aquesta manera acabaran per perdre llur capacitat de conduir impulsos sensitius. Hi haurà llavors hipoestèsia (disminució de la sensibilitat) i finalment anestèsia (absència completa de totes les formes de sensibilitat a la zona afectada).
En general totes les àrees de la pell reben fibres provinents de més d'una arrel dorsal; en conseqüència, el dany d'una arrel dorsal única pot causar poca o gens de pèrdua sensorial.
La hiperestèsia per tant és un trastorn de la percepció que consisteix en una distorsió sensorial per un augment de la intensitat de les sensacions, en el qual els estímuls, fins i tot els de baixa intensitat, es perceben de forma anormalment intensa. Per exemple, el frec de la roba sobre la pell pot arribar a ser molestós, o la intensitat de la llum, insuportable per als ulls. Aquesta exagerada sensibilitat a tot estímul sensorial apareix en deliris tòxics, en intoxicacions agudes produïdes per la cocaïna o heroïna, i en malalties mentals com la mania i altres psicosis agudes.